# Федерални Универзитет у Гојасу
Федерални Универзитет у Гојасу (порт. Universidade Federal de Goiás, UFG) државни је универзитет са седиштем у Гојанији. Једна је од првих образовних институција у региону Гојас. Универзитет је значајан за научни и културни развој у Гојасу. Захваљујући свом успшеном развоју формирани су бројни кампуси и други Федерални Универзитети, конкретно у Каталану и Жатаију.